# Траунштайн (район)
Траунштайн (нім. Traunstein) — район у Німеччині, у складі округу Верхня Баварія федеральної землі Баварія. Адміністративний центр — місто Траунштайн.

## Населення
Населення району становить 177 485 осіб (станом на 31 грудня 2020).

## Адміністративний поділ
Район складається з 4 міст (нім. Städte), 2 торговельних громад (нім. Märkte) та 29 громад (нім. Gemeinden):
| Міста 1. Тіттмонінг (5825) 2. Траунройт (20951) 3. Траунштайн (20530) 4. Тростберг (11273) Об'єднання громад 1. Берген (громади Берген та Фахендорф) 2. Вагінг-ам-Зе (торговельна громада Вагінг-ам-Зе, громади Тахінг-ам-Зе та Воннеберг) 3. Марквартштайн (громади Марквартштайн та Штаудах-Егерндах) 4. Обінг (громади Кінберг, Обінг та Піттенгарт) Торговельні громади 1. Вагінг-ам-Зе (7022) 2. Грассау (6963) | Громади 1. Альтенмаркт-ан-дер-Альц (4148) 2. Берген (4889) 3. Воннеберг (1569) 4. Грабенштетт (4430) 5. Енгельсберг (2590) 6. Зеон-Зебрук (4458) 7. Зігсдорф (8234) 8. Зурберг (3413) 9. Інцель (4836) 10. Кімінг (5026) 11. Кінберг (1406) 12. Кірханшерінг (3351) 13. Марквартштайн (3273) 14. Нусдорф (2438) 15. Обінг (4354) 16. Паллінг (3528) 17. Петтінг (2337) 18. Піттенгарт (1863) 19. Райт-ім-Вінкль (2343) 20. Рупольдінг (6977) 21. Тахертінг (5771) 22. Тахінг-ам-Зе (2140) 23. Унтервессен (3593) 24. Фахендорф (1819) 25. Фрідольфінг (4376) 26. Шлехінг (1856) 27. Шнайтзе (3707) 28. Штаудах-Егерндах (1146) 29. Юберзе (5050) |

Дані про населення наведені станом на 31 грудня 2020.